# Achouradeh
Achouradeh (persan : آشوراده), ou Ashour Ada, est la seule île de la côte iranienne de la mer Caspienne. Cette île a une surface de 800 hectares. Elle se trouve au-delà de la pointe est de la péninsule de Miankaleh.  
On peut rejoindre Achouradeh à partir de Bandar Torkaman. Plus de 40 % du caviar de l'Iran est obtenu près d'Achouradeh.
Achouradeh appartient administrativement à la province de Mazandaran de l'Iran. 

## Historique
Autrefois habitée par environ 300 familles, cette île est aujourd'hui inhabitée.
Achouradeh a été occupée par l'armée de la Russie impériale en 1837 malgré les vigoureuses protestations de la Perse. Un poste militaire russe a, par la suite, été maintenu sur l'île pendant quelques dizaines d'anneés.